# Kamenná Poruba (district de Žilina)
Pour les articles homonymes, voir Kamenná Poruba.
Kamenná Poruba (en hongrois : Kővágás) est une commune de la région de Žilina, en Slovaquie.

## Histoire
La première mention écrite du village date de 1368.

## Démographie

### Évolution de la population
| Année:               | 1994. | 2004.   | 2014.   | 2024.   |
| -------------------- | ----- | ------- | ------- | ------- |
| Nombre de personnes: | 1685  | 1815    | 1857    | 1852    |
| Différence:          |       | +7,71 % | +2,31 % | -0,26 % |

| Année:               | 2023. | 2024.   |
| -------------------- | ----- | ------- |
| Nombre de personnes: | 1860  | 1852    |
| Différence:          |       | -0,43 % |